# 勇士式轰炸机
维克斯-阿姆斯特朗公司的勇士式轰炸机（英語：Vickers Valiant）是英国设计用于携带核武器的高空喷气轰炸机，在20世纪50年代和1960年代是英国皇家空军“V字轰炸机”战略威慑力量的一部分。它是由维克斯-阿姆斯特朗公司根据英国空军部发布的核武装喷气动力轰炸机规范B.35/46开发的。勇士式是“V字轰炸机”中第一种投入使用的轰炸机，随后是胜利者式轰炸机（英語：Handley Page Victor）和火神式轰炸机（英語：Avro Vulcan）。勇士式轰炸机是唯一一种投掷过实弹核武器（用于测试目的）的“V字轰炸机”。
1956年，苏伊士运河危机期间，从马耳他起飞的勇士式轰炸机在埃及上空执行了名为“火枪手行动”的常规轰炸任务。从1956年到1966年初，英勇队的主力在北约和华约国家之间的对抗中发挥核威慑作用。其他中队承担空中加油、空中侦察和电子战任务。
1962年，为了应对苏联地对空导弹技术的进步，包括勇士式在内的V字轰炸机机队从高空飞行改为低空飞行，以避免在高空飞行可能受到的地对空导弹攻击。1965年初，新任国防部长丹尼士·希利决定退役勇士式轰炸机。

## 规格（勇士式轰炸机 B.1）
参考资料：Vickers Aircraft since 1908, Jet Bombers
基本信息
- 机组：五名 - 两名飞行员、两名导航员（一名导航绘图仪 + 一名导航雷达）、一名航空电子官
- 長度：108英尺3英寸（32.99）
- 翼展：114英尺4英寸（34.85）
- 高度：32英尺2英寸（9.80）
- 机翼面积：2,362平方英尺（219.4平方）
- 空重：75,881英磅（34,419）
- 最大起飛重量：140,000英磅（63,503）
- 发动机：4台雅芳发动机（英语：Rolls-Royce Avon）RA28 204型涡轮喷气发动机，每台10,000英磅力（44千牛頓）推力

性能
- 最大速度：567英里每小時（912每小時；493節）在30,000英尺（9,100米）
- 航程：4,500英里（3,910海里；7,242）带翼下油箱
- 升限：54,000英尺（16,000）
- 爬升率：4,000英尺每分鐘（20每秒）

武器

- 炸彈：

  - 1× 10,000磅（4,500） 蓝色多瑙河核弹（英语：Blue Danube (nuclear weapon)） [4] 或
  - 1× B28氢弹[5] 或
  - 21× 1,000磅（450）炸弹